# Girls’ Generation (singel)
„Girls’ Generation” (Hangul: 소녀시대 Sonyeo Sidae) – piosenka z 1989 roku, którą jako pierwszy wykonywał Lee Seung-chul. Została wydana po waz pierwszy na albumie Lee Seung-chul: Part 2 (kor. 이승철 1집 Part 2). Piosenka została scoverowana w 2005 roku przez Mayę oraz w 2007 roku przez zespół Girls’ Generation, którego nazwa pochodzi od tytułu tej piosenki. Gil Hak-mi również wykonała ją w programie Superstar K w 2009 roku i została wydana na płycie Love, która zawierała utwory Top 10 pierwszej edycji tego programu.

## Wersja Girls’ Generation
„Girls’ Generation” (kor. 소녀시대 Sonyeo Sidae) – drugi singel południowokoreańskiej grupy Girls’ Generation, wydany 1 listopada 2007 roku. Utwór promował pierwszy album zespołu – Girls’ Generation.
Utwór jest klasycznym remakiem piosenki Seung-chula z nowa aranżacją Kenzie. Aby świętować wydanie coveru, Lee Seung-chul pojawił się w programie M! Countdown wykonując z zespołem piosenkę.